# Dirk Wiarda
Dirk Wiarda (Amsterdam, 27 mei 1943 - aldaar, 11 april 1999) was een Nederlands kunstschilder en illustrator.

## Biografie
Dirk Wiarda volgde lessen aan de Akademie voor beeldende kunsten in Den Haag. Hij tekende voor kranten en tijdschriften, waaronder Het Parool, De Tijd, Vrij Nederland, de VARAgids, en de VPRO Gids. Daarnaast illustreerde hij ook kookboeken.
In 1990 verscheen een eigen boek, Karel - een hondenleven.

## Erkentelijkheden
- De Dirk Wiarda Prijs voor illustratie werd vanaf 2000 uitgereikt door Het Amsterdams Fonds en overging als onderdeel van de Amsterdamprijs voor de Kunst
- 1967 - Jacob Marisprijs[3][4]
- Het kinderboek Dag Dirk van Nanda Roep en Juliette De Wit gaat over hem.

- Biografisch Portaal: 93521757
- Digitale Bibliotheek voor de Nederlandse Letteren: wiar010
- International Standard Name Identifier: 0000 0000 6813 6626
- Nederlandse Thesaurus van Auteursnamen: 071799354
- RKD-Nederlands Instituut voor Kunstgeschiedenis: 84096
- Système universitaire de documentation: 151670498
- Union List of Artist Names: 500095253
- Virtual International Authority File: 96381234
- WorldCat: E39PBJppDF3FFwhWkbwf7fCfbd